# USS John H. Dalton (SSN-808)
El USS John H. Dalton (SSN-808) será el séptimo submarino nuclear de ataque de la clase Virginia Bloque V de la Armada de los Estados Unidos. Será el primer buque de la Armada de los Estados Unidos que lleve el nombre de John Howard Dalton , el 70.º Secretario de Marina y ex submarinista que, después de graduarse con distinción de la Academia Naval de los EE. UU. en 1964, sirvió a bordo del submarino de ataque USS Blueback (SS-581) y el submarino de misiles balísticos USS John C. Calhoun (SSBN-630).
El nombre del submarino fue anunciado el 28 de febrero de 2023 por el secretario de Marina Carlos del Toro en la Academia Naval de Annapolis, Maryland.